# Francesco De Fabiani
Francesco De Fabiani (* 21. April 1993 in Aosta) ist ein italienischer Skilangläufer.

## Werdegang
De Fabiani nahm bis 2013 an Juniorenrennen des Skilanglauf-Alpencups teil. Dabei belegte er in der Saison 2012/13 den zweiten Platz in der U20-Gesamtwertung. In der Saison 2013/14 trat er beim Alpencup an. Dabei belegte er zwei zweite Plätze und siegte in Valdidentro über 3,3 km Freistil. In der Gesamtwertung errang er den zweiten Platz. Er startete bei der Tour de Ski 2013/14, die er aber nicht beendete. Dabei war sein bestes Etappenergebnis der 50. Platz im 15-km-Massenstartrennen in der Lenzerheide. Seine beste Platzierung bei den Olympischen Winterspielen 2014 in Sotschi war der 22. Platz im Skiathlon. Sein erstes Weltcuprennen lief er zum Beginn der Saison 2014/15 in Ruka, welches er auf den 66. Platz im Sprint beendete. Einen Tag später holte er mit dem 13. Rang über 15 km klassisch seine ersten Weltcuppunkte. Die Tour de Ski 2015 beendete er auf dem 24. Platz in der Gesamtwertung. Dabei erreichte er beim 15-km-Verfolgungsrennen in Oberstdorf die Tagesbestzeit. Bei den nordischen Skiweltmeisterschaften 2015 in Falun belegte er den 40. Rang im Skiathlon, den 32. Platz im 50-km-Massenstartrennen und den vierten Rang mit der Staffel. Im März 2015 holte er in Lahti über 15 km klassisch seinen ersten Weltcupsieg. Die Saison beendete er auf dem 22. Platz in der Weltcupgesamtwertung, dem, den 13. Rang in der Distanzwertung und dem ersten Platz in der U23 Wertung. Nach Platz vier bei der Nordic Opening in Ruka zu Beginn der Saison 2015/16, wurde er Neunter bei der Tour de Ski 2016. Dabei belegte er den dritten Rang im 15-km-Massenstartrennen in Oberstdorf. Im weiteren Saisonverlauf kam er in Nové Město mit der Staffel auf den dritten Platz und in Falun auf den zweiten Rang im 15-km-Massenstartrennen. Zum Saisonende errang er den 19. Platz bei der Ski Tour Canada und erreichte den 12. Platz im Gesamtweltcup, den 11. Rang im Distanzweltcup und wie im Vorjahr den ersten Platz in der U23 Wertung. In der folgenden Saison belegte er den 17. Platz bei der Weltcup-Minitour in Lillehammer und den 14. Rang bei der Tour de Ski 2016/17 und erreichte damit jeweils den 25. Platz im Gesamt- und im Distanzweltcup. Bei den nordischen Skiweltmeisterschaften 2017 in Lahti gelang ihn der 40. Platz über 15 km klassisch und der achte Rang mit der Staffel. Nach Platz 43 beim Ruka Triple zu Beginn der Saison 2017/18, errang er bei der Tour de Ski 2017/18, die er vorzeitig beendete, drei Top-Zehn-Platzierungen, darunter Platz drei in Oberstdorf im 15-km-Massenstartrennen. Beim Saisonhöhepunkt, den Olympischen Winterspielen 2018 in Pyeongchang, lief er auf den 22. Platz im 50-km-Massenstartrennen, auf den 20. Rang im Skiathlon und auf den siebten Platz mit der Staffel. Zum Saisonende belegte er beim Weltcupfinale in Falun, welches er auf dem 12. Platz beendete, den dritten Rang im 15-km-Massenstartrennen und erreichte abschließend den 23. Platz im Gesamtweltcup und den 17. Rang im Distanzweltcup.
In der Saison 2018/19 belegte De Fabiani den 12. Platz beim Lillehammer Triple und den neunten Rang bei der Tour de Ski 2018/19. Dabei errang er in Oberstdorf und im Fleimstal jeweils den zweiten Platz im 15-km-Massenstartrennen. Im Februar 2019 wurde er in Cogne Zweiter im Sprint. Bei den nordischen Skiweltmeisterschaften 2019 in Seefeld in Tirol holte er zusammen mit Federico Pellegrino die Bronzemedaille im Teamsprint. Zum Saisonende errang er beim Weltcupfinale in Québec den vierten Platz und erreichte abschließend den 11. Platz im Sprintweltcup, den siebten Rang im Gesamtweltcup und den sechsten Platz im Distanzweltcup. In der folgenden Saison errang er mit dem 32. Platz beim Ruka Triple und 13. Platz bei der Skitour, den 30. Platz im Gesamtweltcup. Nach Platz 20 beim Ruka Triple zu Beginn der Saison 2020/21, wurde er in Dresden Dritter im Teamsprint und errang bei der Tour de Ski 2021 den 15. Platz. Dabei kam er mit Platz zwei im 15-km-Massenstartrennen erneut aufs Podest. Im Februar 2021 siegte er in Ulricehamn zusammen mit Federico Pellegrino im Teamsprint und belegte bei den nordischen Skiweltmeisterschaften in Oberstdorf den 30. Platz im Sprint und den fünften Rang im Teamsprint. Zum Saisonende errang er im Engadin den 24. Platz im 15-km-Massenstartrennen und den 51. Rang in der Verfolgung und erreichte abschließend den 15. Platz im Gesamtweltcup. In der Saison 2021/22 kam er mit vier Top-Zehn-Platzierungen und Rang 25 bei der Tour de Ski 2021/22 auf den 26. Platz im Gesamtweltcup. Beim Saisonhöhepunkt, den Olympischen Winterspielen 2022 in Peking, belegte er den 35. Platz im Sprint, den 18. Rang über 15 km klassisch und jeweils den achten Platz im Skiathlon sowie mit der Staffel. Zudem wurde er dort zusammen mit Federico Pellegrino Sechster im Teamsprint.

## Erfolge

### Siege bei Weltcuprennen

#### Weltcupsiege im Einzel
| Nr. | Datum         | Ort   | Disziplin                       |
| --- | ------------- | ----- | ------------------------------- |
| 1.  | 08. März 2015 | Lahti | 15 km klassisch Individualstart |

#### Weltcupsiege im Team
| Nr. | Datum           | Ort        | Disziplin                        |
| --- | --------------- | ---------- | -------------------------------- |
| 1.  | 7. Februar 2021 | Ulricehamn | 6 × 1,5 km Teamsprint Freistil 1 |
| 2.  | 5. Februar 2023 | Toblach    | 4 × 7,5 km Staffel 2             |

### Siege bei Continental-Cup-Rennen
| Nr. | Datum         | Ort         | Disziplin       | Serie    |
| --- | ------------- | ----------- | --------------- | -------- |
| 1.  | 14. März 2014 | Valdidentro | 3,3 km Freistil | Alpencup |

## Teilnahmen an Weltmeisterschaften und Olympischen Winterspielen

### Olympische Spiele
- 2014 Sotschi: 21. Platz 30 km Skiathlon, 25. Platz 50 km Freistil Massenstart, 30. Platz 15 km klassisch
- 2018 Pyeongchang: 7. Platz Staffel, 20. Platz 30 km Skiathlon, 22. Platz 50 km klassisch Massenstart
- 2022 Peking: 6. Platz Teamsprint klassisch, 8. Platz Staffel, 8. Platz 30 km Skiathlon, 18. Platz 15 km klassisch, 35. Platz Sprint Freistil

### Nordische Skiweltmeisterschaften
- 2015 Falun: 6. Platz Staffel, 32. Platz 50 km klassisch Massenstart, 40. Platz 30 km Skiathlon
- 2017 Lahti: 8. Platz Staffel, 40. Platz 15 km klassisch
- 2019 Seefeld in Tirol: 3. Platz Teamsprint klassisch, 8. Platz Sprint Freistil, 10. Platz Staffel, 14. Platz 50 km Freistil Massenstart, 20. Platz 15 km klassisch
- 2021 Oberstdorf: 5. Platz Teamsprint Freistil, 30. Platz Sprint klassisch
- 2023 Planica: 2. Platz Teamsprint Freistil, 9. Platz Staffel, 11. Platz 50 km klassisch Massenstart, 18. Platz Sprint klassisch
- 2025 Trondheim: 23. Platz 10 km klassisch

### Rollerski-Weltmeisterschaften
- 2015 Val di Fiemme: 8. Platz 10 km klassisch Berglauf

## Platzierungen im Weltcup

### Weltcup-Statistik
Die Tabelle zeigt die erreichten Platzierungen im Einzelnen.
- 1.–3. Platz: Anzahl der Podiumsplatzierungen
- Top 10: Anzahl der Platzierungen unter den ersten zehn
- Punkteränge: Anzahl der Platzierungen innerhalb der Punkteränge
- Starts: Anzahl gelaufener Rennen in der jeweiligen Disziplin
- Hinweis: Bei den Distanzrennen erfolgt die Einordnung gemäß FIS.

| Platzierung               | Distanzrennen a | Distanzrennen a | Distanzrennen a | Distanzrennen a | Distanzrennen a | Skiathlon Verfolgung | Sprint | Etappen- rennen b | Gesamt | Team   | Team    |
| Platzierung               | ≤ 5 km          | ≤ 10 km         | ≤ 15 km         | ≤ 30 km         | > 30 km         | Skiathlon Verfolgung | Sprint | Etappen- rennen b | Gesamt | Sprint | Staffel |
| ------------------------- | --------------- | --------------- | --------------- | --------------- | --------------- | -------------------- | ------ | ----------------- | ------ | ------ | ------- |
| 1. Platz                  |                 |                 | 1               |                 |                 |                      |        |                   | 1      | 1      | 1       |
| 2. Platz                  |                 |                 | 4               |                 |                 |                      | 1      |                   | 5      | 2      |         |
| 3. Platz                  |                 |                 | 4               |                 |                 |                      |        |                   | 4      | 1      | 1       |
| Top 10                    |                 | 3               | 20              |                 | 1               | 7                    | 6      | 3                 | 40     | 6      | 12      |
| Punkteränge               |                 | 20              | 47              | 9               | 4               | 32                   | 25     | 15                | 152    | 6      | 12      |
| Starts                    | 2               | 26              | 63              | 11              | 6               | 39                   | 62     | 17                | 226    | 6      | 12      |
| Stand: Saisonende 2024/25 |                 |                 |                 |                 |                 |                      |        |                   |        |        |         |

### Weltcup-Gesamtplatzierungen
| Saison  | Gesamt | Gesamt | Distanz | Distanz | Sprint | Sprint |
| Saison  | Punkte | Platz  | Punkte  | Platz   | Punkte | Platz  |
| ------- | ------ | ------ | ------- | ------- | ------ | ------ |
| 2014/15 | 314    | 22.    | 260     | 13.     | -      | -      |
| 2015/16 | 717    | 12.    | 445     | 11.     | 8      | 87.    |
| 2016/17 | 265    | 25.    | 160     | 25.     | 5      | 87.    |
| 2017/18 | 331    | 23.    | 233     | 17.     | 54     | 35.    |
| 2018/19 | 815    | 7.     | 369     | 6.      | 186    | 11.    |
| 2019/20 | 251    | 30.    | 137     | 28.     | 54     | 36.    |
| 2020/21 | 387    | 15.    | 216     | 17.     | 85     | 20.    |
| 2021/22 | 237    | 26.    | 163     | 19.     | 50     | 37.    |
| 2022/23 | 712    | 25.    | 454     | 15.     | 96     | 59.    |
| 2023/24 | 112    | 99.    | 112     | 61.     | -      | -      |
| 2024/25 | 29     | 159.   | 29      | 105.    | -      | -      |